# 남지나 방면군
남지나 방면군(南支那方面軍 미나미시나호멘군[*])은 중일 전쟁에 참전한 일본 제국 육군의 방면군이다. 중국 남부에 주둔하던 모든 육군 부대를 통솔하였으며, 통칭호는 "波 나미[*]"로 사령부 직할 방역급수부 제8604부대의 통칭호도 같았다.

## 역사
1940년 2월 9일에 편성되어 지나 파견군에 편입되었다. 6월 22일에 광저우를 침공하여 7월 23일부터 광저우로 본부를 옮기고 대본영 직속 군이 되었다. 9월 5일에 동남아시아로의 진출을 위한 프랑스령 인도차이나 침공에 제5사단를 파견하였다, 1941년 3월 3일에 레이저우반도, 4월 19일에 푸저우에서 전투를 하였다. 6월 28일에 제23군으로 축소되었다.

## 구조

### 사령부
- 총사령관
  1. 중장 안도 리키치, 1940년 2월 10일 ~ 1940년 10월 5일
  2. 중장 우시로쿠 준, 1940년  10월 5일 ~ 1941년 6월 28일
- 참모장
  1. 소장 네모토 히로시, 1940년 2월 10일 ~ 1941년 3월 1일
  2. 소장 가토 시헤이, 1941년 3월 1일 ~ 1941년 6월 28일
- 참모부장
  1. 대령 사토 겐료, 1940년 2월 10일 ~ 1941년 2월 5일
  2. 대령 히구치 게이시치로, 1941년 2월 5일 ~ 1941년 6월 28일
- 고급참모
  1. 이마다 신타로, 1940년 2월 10일 ~ 1940년 3월 9일
  2. 후지와라 다케시, 1940년 3월 9일 ~ 1940년 12월 24일

### 편성
소속
- 지나 파견군, 1940년
- 대본영, 1940년

부대
- 제22군
  - 제5사단
  - 근위혼성여단
  - 타이완 혼성여단
- 인도차이나 파견군; 1940년 9월 5일 ~ 1941년 7월 5일
- 제18사단
- 제38사단
- 제104사단
- 제106사단; 1940년 9월 9일 해체
- 독립 혼성 제19여단
- 독립 보병 제1대
- 방역급수부 제8604부대 "나미"

## 같이 보기
- 지나 파견군
- 북지나 방면군
- 중지나 방면군
- 중지나 파견군

## 참고
- Dorn, Frank (1974). 《The Sino-Japanese War, 1937-41: From Marco Polo Bridge to Pearl Harbor》 (영어). MacMillan. ISBN 0-02-532200-1.
- Madej, Victor (1981). 《Japanese Armed Forces Order of Battle, 1937-1945》 (영어). Game Publishing Company. ASIN B000L4CYWW.
- 秦郁彦 (2005년 8월 1일). 《日本陸海軍総合事典》 (일본어) 2판. 도쿄 대학 출판회. ISBN 4130301357.
- 外山操; 森松俊夫編著 (1987). 《帝国陸軍編制総覧》 (일본어). 芙蓉書房出版.